# БМР-3М
БМР-3М «Вепрь» — российская бронированная машина разминирования.
Боевая машина разработана на базе основных танков Т-72, Т-90, Т-90А.

## Описание конструкции
Основное предназначение БМР-3М — разведка, преодоление и разминирование минных полей. Создаваемые проходы при разминировании в ширину приблизительно равны межгусеничному или межколёсному расстоянию танков, БМП и БТР. Машина способна проделывать в противогусеничных минных полях две колеи шириной по 800—870 мм, между колеями остаётся неразминированное пространство шириной 1620 мм. В противоднищевых минных полях БМР-3М создаёт сплошной проход, ширина которого равна 3,2 метра при минах с контактным взрывателем и до 6 — 7 м при минах с магнитным взрывателем.
Экипаж состоит из двух человек: механика-водителя и командира. Кроме того, в боевом отделении машины имеется три места для перевозки десанта из состава сапёрных подразделений.

### Броневой корпус и башня
В качестве базы для БМР-3М используется Т-72, Т-90, Т-90А. Основное отличие шасси БМР-3М от базовой машины — усиленная противоминная защита. На корпусе шасси размещена рубка экипажа, в которой располагается башенка командира, люки, смотровые приборы, а также установка с зенитным пулемётом. Рубка сварена из броневых катаных листов. Позади рубки находится платформа, установленная для транспортировки секции трала. Передняя часть корпуса и рубка покрыты контейнерами с динамической защитой.
По всей площади броневого корпуса и башни имеются специальные многослойные конструкции, выполненные из специальной стали, для обеспечения надёжной противоатомной защиты.

### Вооружение
В качестве основного вооружения на БМР-3М используется 12,7-мм зенитный танковый пулемёт НСВТ.
Так же на машине установлены 8 гранатомётов системы постановки дымовой завесы 902В «Туча», для стрельбы 81-мм дымовыми гранатами.
Дополнительно в комплект поставки входят:
1. Ручной противотанковый гранатомёт РПГ-7Д с боекомплектом 6 выстрелов;
2. ПЗРК 9К38 «Игла» с боекомплектом два выстрела;
3. Автомат АКС-74 с боекомплектом 150 патронов;
4. 10 гранат Ф-1.

### Средства наблюдения и связи
В целях обеспечения внутренней и внешней связи на БМР-3М имеется радиостанция Р-123М, а также танковое переговорное устройство ТПУ. Для наблюдения за радио- и химической обстановкой установлены рентгенометр-радиометр и химический анализатор ГО-27. При работе ночью экипаж может использовать два встроенных прибора ночного видения без внешней подсветки 1ПН63М.

### Двигатель и трансмиссия
Силовая установка полностью идентична ОТ Т-90.

### Ходовая часть
Ходовая часть полностью идентична ОТ Т-90.

### Специальное оборудование
При осуществлении разминирования БМР-3М может использовать специальное тралящее оборудование. В качестве трала на БМР-3М используется колейный минный трал КМТ-7 или КМТ-8.
КМТ-7 состоит из цепного устройства, устанавливаемого спереди машины и двух рам с катковыми секциями, на которых имеются резаки с внешней стороны рам. Также имеется приставки для траления противотанковых мин с неконтактным взрывателем, трал противоднищевых мин, а также передатчик помех ПР 377 ИВ.
Для обеспечения хороших условий обитаемости машина БМР-3М имеет фильтровентиляционную установку для работы на заражённой местности, а также кондиционер, который даёт возможность нормальной работы экипажа при температуре окружающего воздуха до +65° С. Дополнительно в боевом отделении имеются туалет и подогреватель пищи. В совокупности всё оборудование БМР-3М способно обеспечить до трёх суток автономного пребывания экипажа в машине.

## Модификации
- «Объект 197» — базовая модификация БМР-3М
- «Объект 197А» — модифицированная боевая машина разминирования БМР-3МА с установкой тралов сплошного траления и установкой двигателя В-92С2 мощностью 1000 л. с.
- БМР-3МА[1] — на базе Т-90А.
- БМР-3МС — экспортный вариант БМР-3МА
- «Проход-1» — роботизированный комплекс разминирования на базе БМР-3МА с тралом ТМТ-С

## Оценка машины
А вот совершенная машина родилась только теперь. И как всегда — обжёгшись на молоке, дуем на воду. Кондиционер, конечно, штука хорошая, но где ты был, когда от жары и пыли плавились мозги? И кто знает, где понадобится эта машина снова. А у нас в России лето не так чтобы уж очень жаркое, зато зима холодна. Может о печке лучше подумать? Не похоже, что нашим бойцам в ближайшее столетие придётся исполнять интернациональный долг в жарких странах, скорее родные снега отстаивать придётся.
Впрочем, об удобствах наших солдатиков как-то не принято думать. Туалет, кондиционер, подогрев пищи (забыли господа втиснуть в БМР холодильник и стереосистему) это не для сопливых. Это для возможных иностранных покупателей, кто (вполне обоснованно) полагает, что думать о создании приемлемых условий для солдат в бою гораздо важнее, нежели о комфорте народных депутатов.
— Веремеев Ю.Г.

## Изображения
БМР-3М на выставке «Технологии в машиностроении» 2012 года:

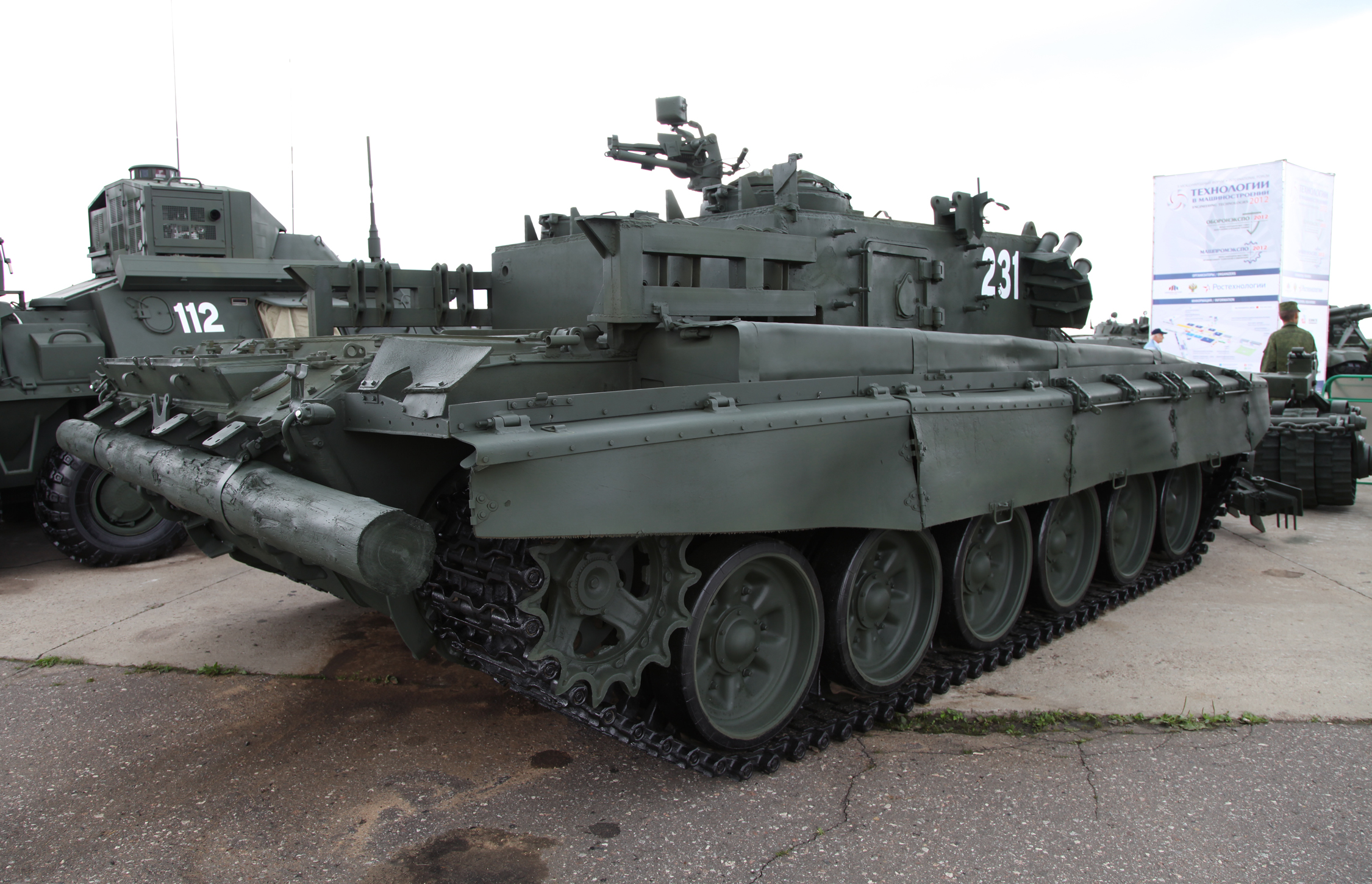
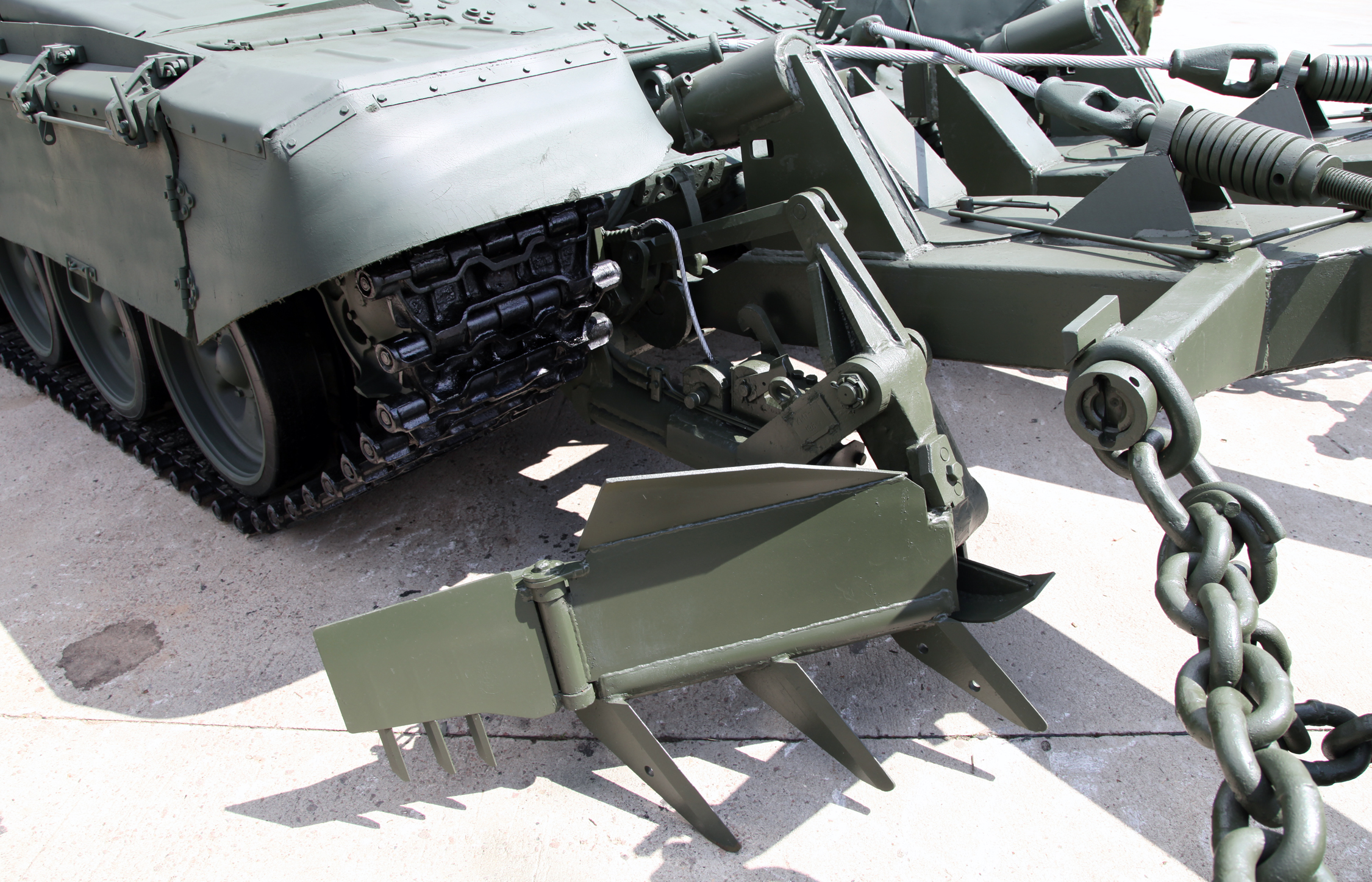
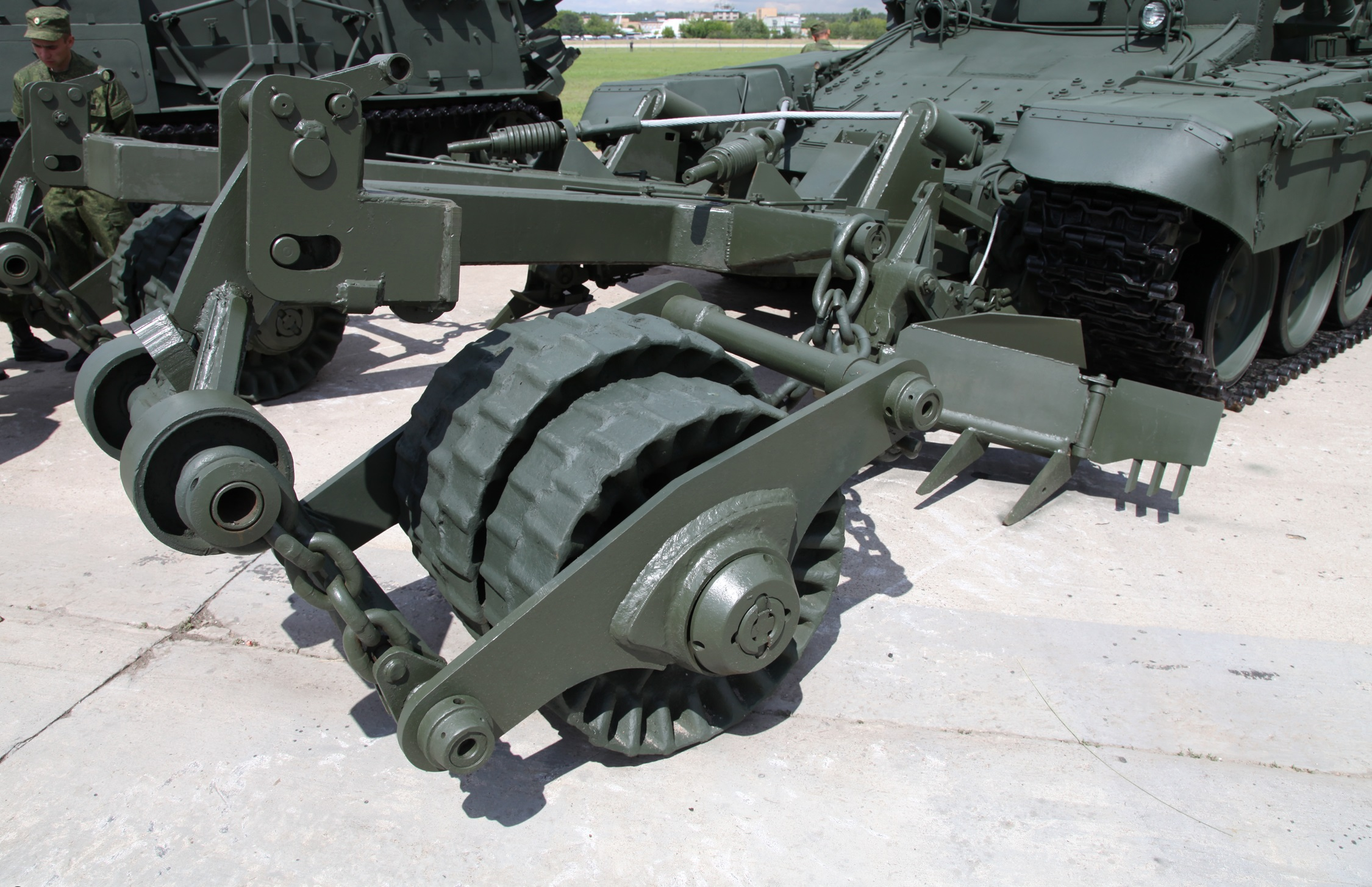